# Royal National Lifeboat Institution
Royal National Lifeboat Institution (RNLI, Królewski Narodowy Instytut Łodzi Ratunkowych) – organizacja pozarządowa zajmująca się ratownictwem wodnym w Wielkiej Brytanii i Irlandii. Założona została w 1824 roku i od momentu powstania uratowała życie ponad 142 000 osobom. Jej siedziba mieści się w Poole.
Statutowym celem organizacji jest ratowanie życia ludzkiego na morzu i wodach śródlądowych oraz w sytuacji zagrożeń powodziowych. Royal National Lifeboat Institution zapewnia całodobową morską służbę poszukiwawczo-ratowniczą (SAR), operując z 238 baz rozlokowanych wzdłuż wybrzeża Wysp Brytyjskich. W skład floty RNLI wchodzi około 350 statków i łodzi ratowniczych, które uzupełnia ponad 100 jednostek rezerwowych. W okresie letnim organizacja pełni służbę ratowniczą na ponad 240 plażach w Wielkiej Brytanii i na Wyspach Normandzkich. RNLI prowadzi także działalność edukacyjną i badawczą, a także zapewnia powodziową służbę ratowniczą. Poza Wyspami Brytyjskimi RNLI zaangażowane jest w działania na rzecz prewencji utonięć, w szczególności w Bangladeszu oraz Tanzanii.
Większość kadr RNLI stanowią wolontariusze, do których zalicza się ponad 5500 członków załóg poszukiwawczo-ratowniczych oraz ponad 3500-osobowy personel na lądzie. Średnia miesięczna liczba pracowników zatrudnionych odpłatnie w 2018 roku wyniosła 2469. Należą do nich m.in. zatrudnieni sezonowo ratownicy plażowi, których w szczytowym okresie było ponad 1500.
W 2018 roku załogi poszukiwawczo-ratownicze RNLI wzięły udział w 8964 akcjach, a ratownicy plażowi uczestniczyli w 19 449 incydentach. Łącznie przed utonięciem uratowane zostały 329 osoby.
Koszty związane bezpośrednio z działalnością statutową RNLI wyniosły w 2018 163,5 mln funtów, a przychody 186,6 mln funtów. Działalność organizacji finansowana jest niemal w całości ze spadków (66%) i darowizn (27%).

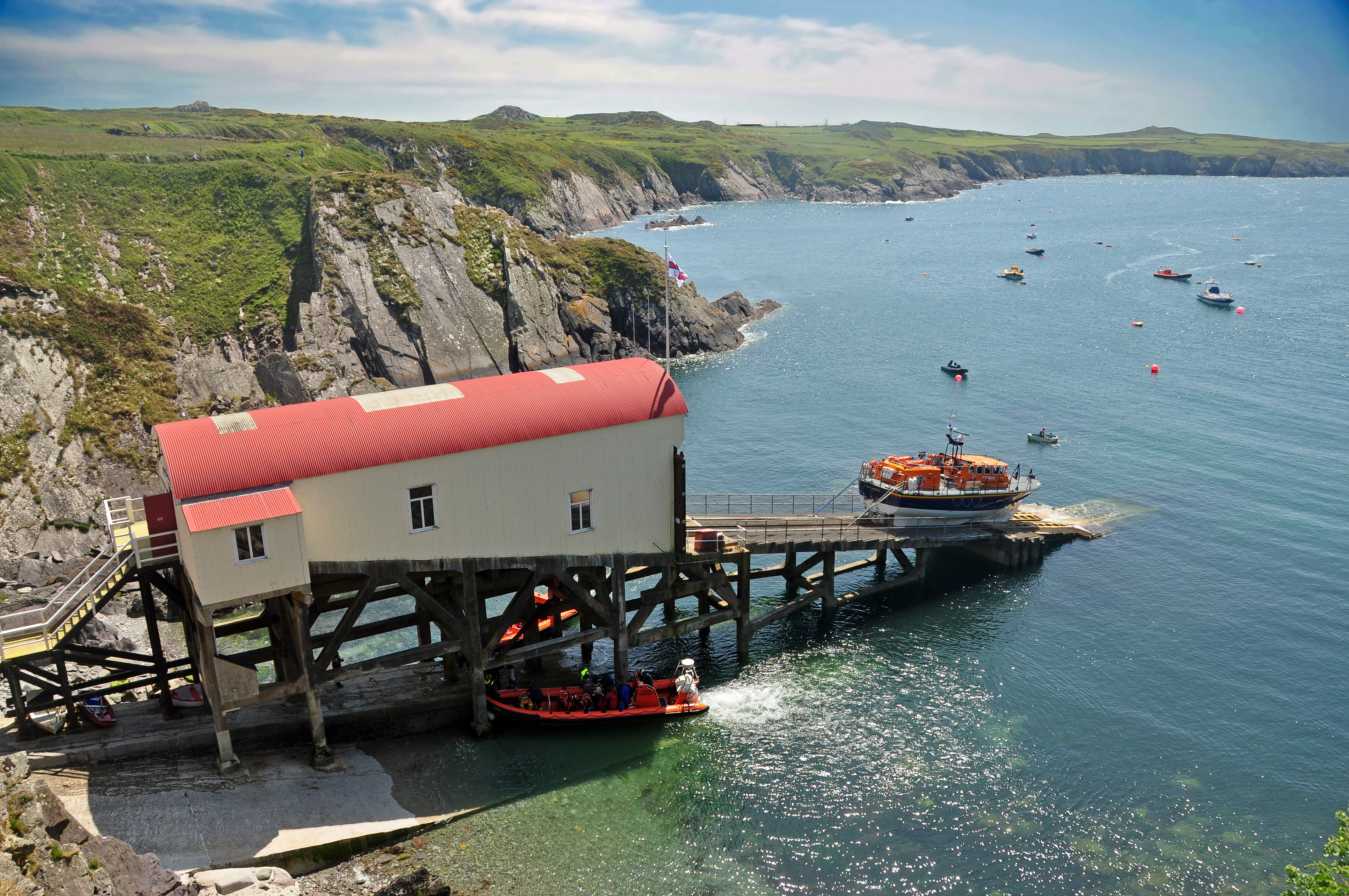
Baza RNLI koło St David’s
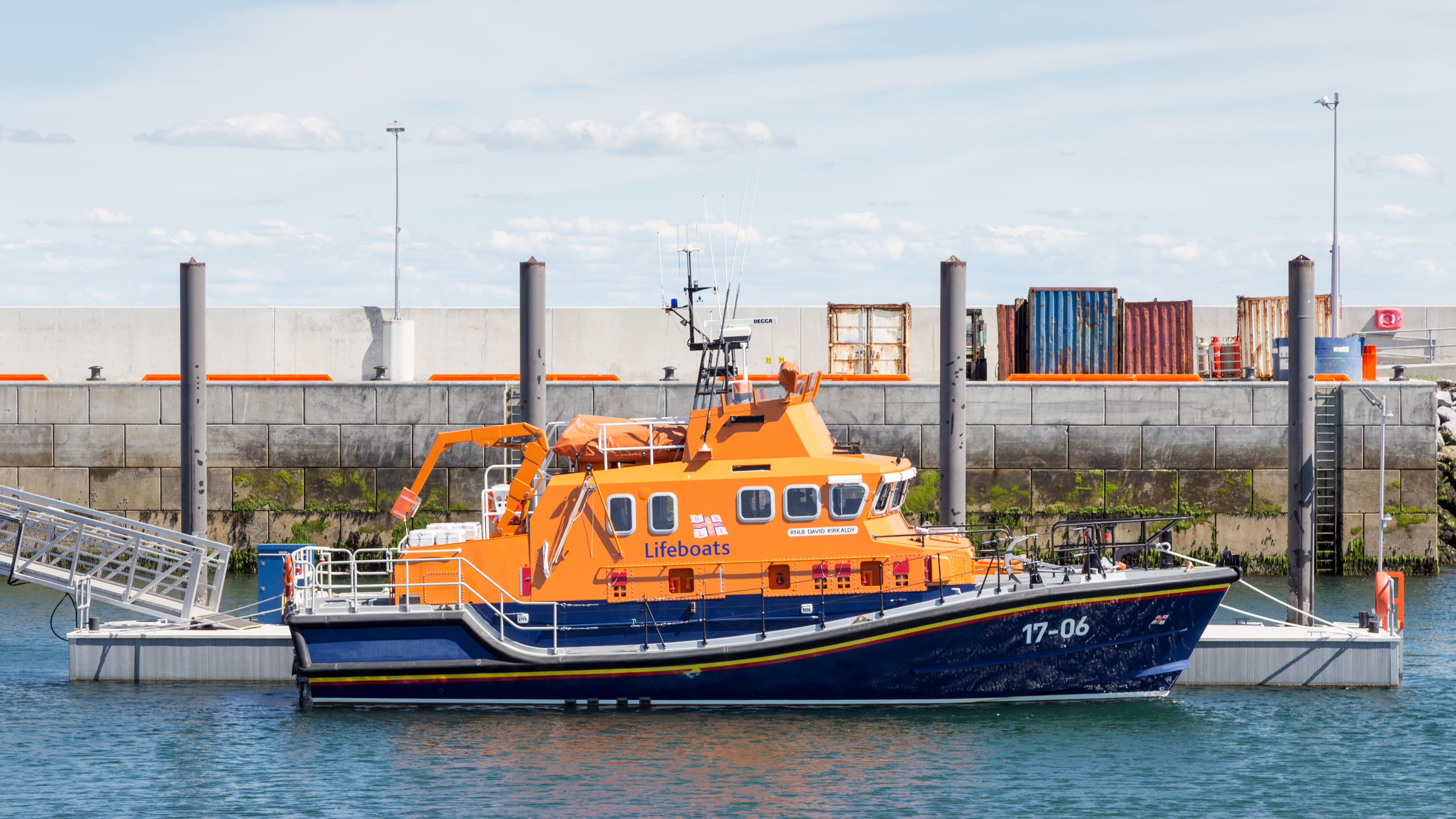
Statek ratowniczy RNLB „David Kirkaldy” w Cill Rónáin
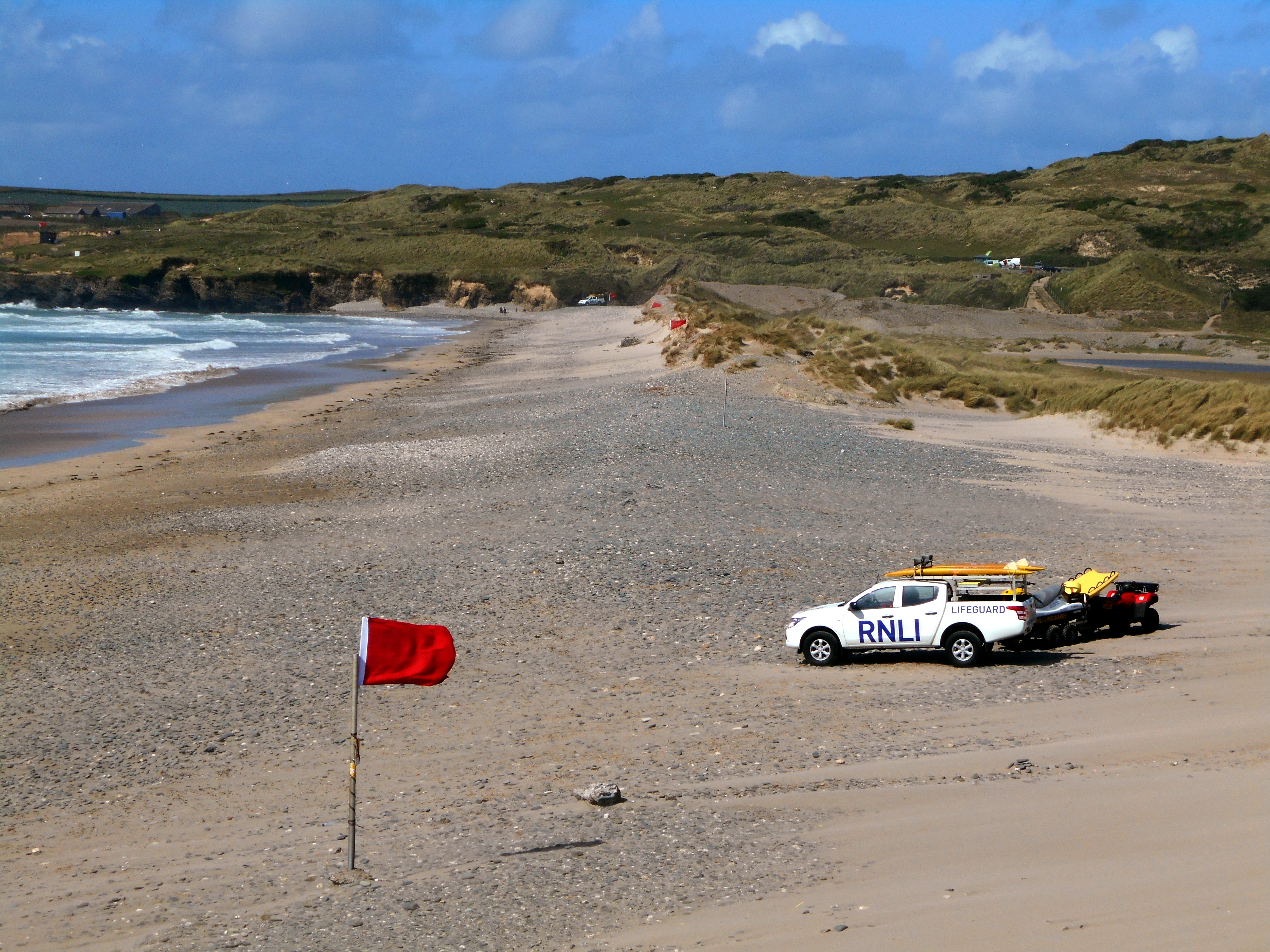
Ratownicy RNLI na plaży w Gwithian
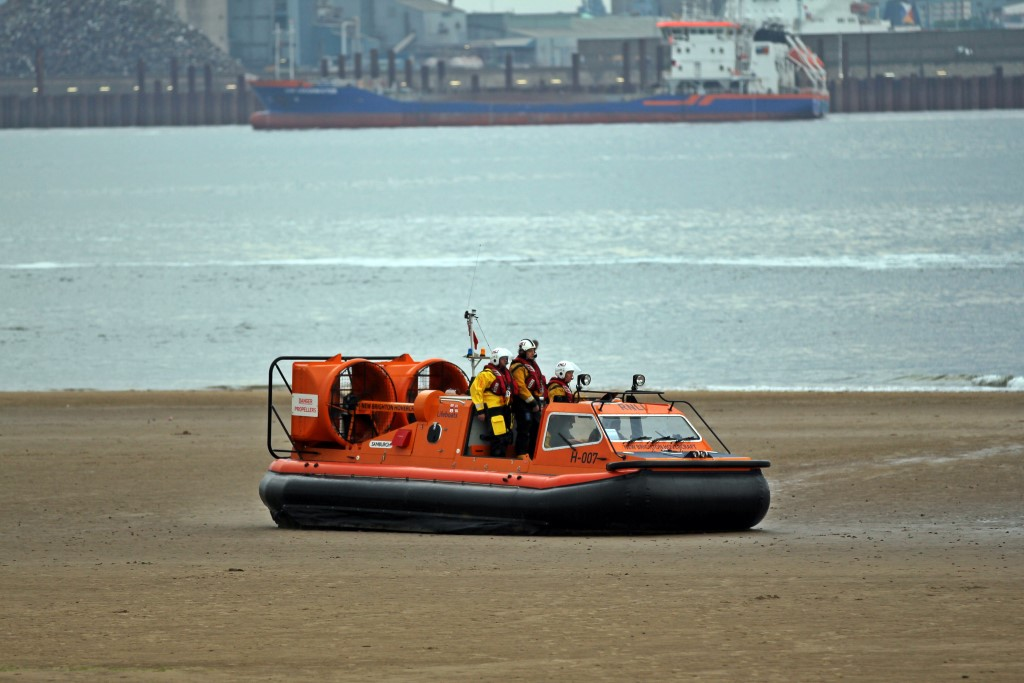
Poduszkowiec RNLI w New Brighton